# 巴山镇 (宁强县)
巴山镇，是中华人民共和国陕西省汉中市宁强县下辖的一个乡镇级行政单位。

## 行政区划
巴山镇下辖以下地区：
石羊栈村、石坝子村、茅坪沟村、麦子坪村、关口坝村、罗全岩村、高桥村和王家沟村。